# Great Atlantic & Pacific Tea Company
The Great Atlantic & Pacific Tea Company (A&P) var ett amerikanskt detaljhandelsföretag och hade fler än 300 snabbköp till sitt förfogande i delstaterna Connecticut, Delaware, Maryland, New Jersey, New York och Pennsylvania. De var en av de största snabbköpskedjorna i nordöstra USA.
A&P hade sitt ursprung ur Gilman & Company som startades någon gång under 1850-talet i New York, New York av George Gilman och var ett företag som garvade djurhudar och skinn i syfte att göra om det till läderprodukter. 1859 valde man att expandera företaget och börja handla med teer och kaffe. 1863 bytte man företagsnamn till The Great American Tea Company och blev en partihandel. Sex år senare valde man att justera företagsnamnet till The Great Atlantic & Pacific Tea Company och startade upp butiker för försäljning av sina te- och kaffeprodukter. Under början av 1900-talet introducerade man även andra produkter i sina butiker och blev mer och mer en snabbköpskedja. A&P hade motgångar redan från och med 1950-talet och i december 2010 drabbades man av akut finansiell kris på grund av tidigare förvärv av butikskedjan Pathmark, som ledde till att man fick söka konkursskydd. Det fick företaget på fötter igen men det varade bara fram till den 20 juni 2015 när företaget fick åter söka konkursskydd. Åtgärden lyckades dock inte rädda företaget och den 21 december samma år gick A&P i graven efter att man inte kunde hantera sina skulder på $2,3 miljarder.
För 2014 hade de en omsättning på omkring $5,5 miljarder och en personalstyrka på 28 500 anställda. Huvudkontoret låg i Montvale, New Jersey.